# La Richardais
La Richardais (en bretó Kerricharzh-an-Arvor) és un municipi francès, situat a la regió de Bretanya, al departament d'Ille i Vilaine. L'any 2006 tenia 2.247 habitants.

## Demografia
| 1881                                       | 1911 | 1936 | 1962 | 1968 | 1975 | 1982 | 1990 | 1999 |
| ------------------------------------------ | ---- | ---- | ---- | ---- | ---- | ---- | ---- | ---- |
| 946                                        | 882  | 829  | 950  | 972  | 1222 | 1381 | 1801 | 2120 |
| Des de 1962: població sense dobles comptes |      |      |      |      |      |      |      |      |

## Administració
| Període   | Identitat        | Partit |
| --------- | ---------------- | ------ |
| 2001-2008 | Alain Caresmel   | PS     |
| 2008-     | Serge Brindejonc |        |